# Can Roura
Can Roura, també conegut com la Casa Ganduxer, és un edifici del municipi de Granollers (Vallès Oriental) protegit com a bé cultural d'interès local.

## Descripció
Edifici entre parets mitgeres, que consta d'una planta baixa i de dos pisos, amb coberta de teula àrab a dos vessants. La façana queda coronada per una arqueria i barbacana. L'edifici alterna elements historicistes (llindars i portalada) amb altres elements formals de caràcter modernista (medallons, esgrafiats, sanefes i ceràmica). Data de 1912.
Forma part de la Ruta Modernista de Granollers.

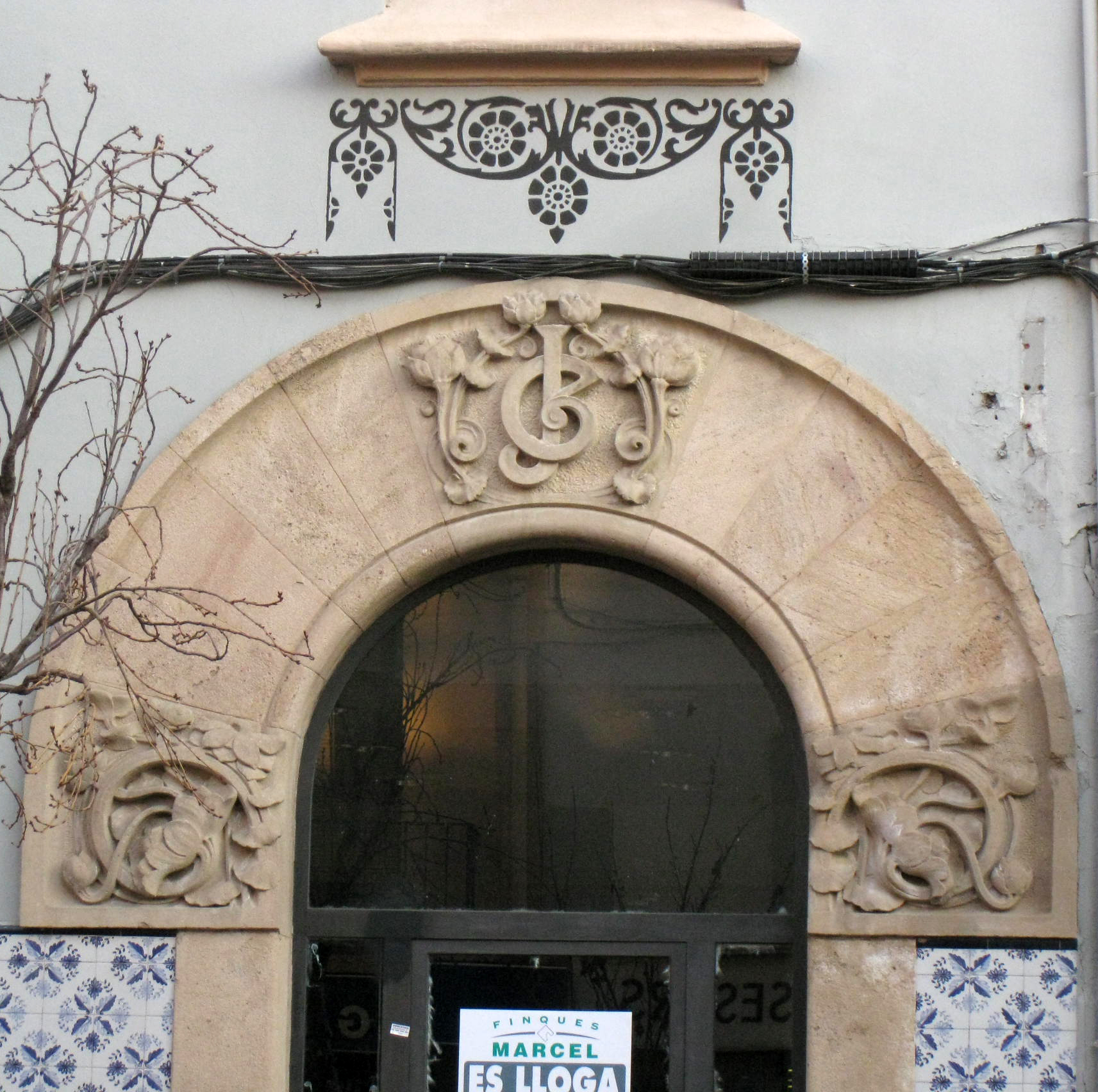
Detall del portal

## Història
L'activitat industrial del segle xix portà la indústria tèxtil a Granollers, que començà la seva creixença amb les manufactures cotoneres i llurs indústries auxiliars, amb què la trama urbana es va estendre fora del recinte emmurallat i prop de les vies de comunicació. Així, iniciaren l'allargassament del nucli urbà entre el Congost i el ferrocarril de França.
D'aquesta manera, la carretera de Barcelona a Ribes es convertí en l'eix de la ciutat, zona de l'eixample al final del s. XIX, on es troben representats els moviments arquitectònics dels darrers cent anys.
La promotora de la casa va ser Josepa Ganduxer i Carrencà, esposa del digestòleg sabadellenc Joaquim Torras i Pujalt.